# زمین‌لرزه ۱۹۵۳ سووا
زمین‌لرزه سووا  در تاریخ ۱۴ سپتامبر ۱۹۵۳ میلادی، برابر با ‎۲۳ شهریور ۱۳۳۲، ساعت ۰:۲۶:۳۶ به زمان یوتی‌سی در فیجی ، منطقه سووا رخ داد. ژرفای این زلزله ۳۳ کیلومتر بود. بزرگی آن ۶٫۸ در مقیاس ریشتر اعلام شده‌است. زمین‌لرزه به وقت محلی در روز دوشنبه، ساعت ۱۲ روی داده و منطقه زمانی آن یوتی‌سی +۱۲ بوده‌است .
سازمان زمین‌شناسی آمریکا نیز جای این زمین‌لرزه را در مختصات ۱۸°۱۲′جنوبی ۱۷۸°۱۸′شرقی / ۱۸٫۲°جنوبی ۱۷۸٫۳°شرقی و بزرگی آنرا برابر با ۶٫۸ در مقیاس ریشتر اعلام کرده‌است. ژرفای گزارش شده از سوی این سازمان ۶۰ کیلومتر می‌باشد.
تعداد زخمیان ۱۲ نفر برآورده شده‌است.سونامی نیز در این زلزله گزارش شده‌است.